# Stranger to Stranger
| 전문가 평가          | 전문가 평가 |
| 총 점수              | 총 점수     |
| 출처                 | 점수        |
| -------------------- | ----------- |
| AnyDecentMusic?      | 7.9/10      |
| 메타크리틱           | 85/100      |
| 평가 점수            |             |
| 출처                 | 점수        |
| AllMusic             | [ 5 ]       |
| Entertainment Weekly | A−          |
| The Guardian         | [ 7 ]       |
| The Independent      | [ 8 ]       |
| The Irish Times      | [ 9 ]       |
| Pitchfork            | 7.2/10      |
| Rolling Stone        | [ 11 ]      |
| Spin                 | 6/10        |
| USA Today            | [ 13 ]      |
| Vice                 | A−          |

《Stranger to Stranger》는 미국의 포크 록 싱어송라이터 폴 사이먼의 열세 번째 솔로 스튜디오 음반이다. 폴 사이먼과 로이 할리가 프로듀싱한 이 음반은 콩코드 레코드를 통해 2016년 6월 3일에 발매되었다. 사이먼은 몇 년에 걸쳐 이 자료를 완성하고 그의 취향에 맞게 다시 썼다. 작곡가이자 음악 이론가인 해리 파치의 주문 제작 악기를 이용한 실험적인 음악이다. 이 음반에 수록된 곡들 중 세 곡은 이탈리아의 일렉트로닉 아티스트 클랩! 클랩!과의 콜라보레이션이다.
그의 5년 만의 첫 번째 발매인 《Stranger to Stranger》는 광범위한 비평가들로부터 호평을 받았다. 그것은 빌보드 200에서 사이먼의 역대 최고 데뷔곡인 3위를 나타냈고, 영국 음반 차트 1위에 올랐다.

## 배경
사이먼은 2011년 4월, 그의 열두 번째 스튜디오 음반인 《So Beautiful or So What》을 발표한 직후 새로운 자료를 쓰기 시작했다. 사이먼은 이탈리아의 일렉트로닉 댄스 뮤직 아티스트 클랩! 클랩!와 함께 〈The Werewolf〉, 〈Street Angel〉, 〈Wristband〉의 세 곡을 작업했다. 사이먼은 그의 작품 팬이었던 아들 아드리안에 의해 그에게 소개되었다. 두 사람은 2011년 7월 사이먼이 이탈리아 밀라노에서 《So Beautiful or So What》의 투어를 하고 있을 때 만났다. 그와 클랩! 클랩!은 이메일을 통해 음반을 만드는 과정에 함께 작업했다. 사이먼은 또한 이 음반에 공동 프로듀서로 등재된 오랜 친구 로이 할리와 함께 작업했다. 몇 년 전에 은퇴한 할리는 대부분 자연스러운 메아리를 만드는 방법을 조언하기 위해 영입되었다. 그는 프로 툴스에 익숙하지 않아서 사이먼이 그를 도왔다. 사이먼은 "누구보다도 그와 함께 일하는 것이 좋았다"고 말했다.

## 발매
《Stranger to Stranger》는 사이먼이 2016년 2월, 투어 날짜를 발표했을 때 처음 발표되었다. 2016년 4월 7일, 리드 싱글 〈Wristband〉가 온라인 초연되면서 공식적으로 발표되었다. 이 음반의 커버 아트는 화가 척 클로즈가 그린 사이먼의 초상화에서 따왔다.

## 상업적 성과
이 음반은 첫 주에 19,218장이 팔리면서 영국 음반 차트에서 1위로 데뷔했다. 74세의 나이로 폴 사이먼은 영국에서 1위를 차지한 최고령 남성 솔로 가수였다. 그것은 1990년대 《The Rhythm of the Saints》 이후 그의 첫 번째 1위 스튜디오 음반이다. 미국에서 《Stranger to Stranger》는 첫 주 68,000장의 판매량으로 빌보드 200에서 3위로 데뷔했다. 이 음반은 순수 음반 판매량 (6만 7,000장)을 기준으로 한 주 동안 가장 많이 팔린 음반이었다. 이 음반은 《Graceland》 (1986년) 이후 29년 만에 사이먼의 가장 높은 차트 기록 음반이다.

## 곡 목록
모든 곡들은 폴 사이먼에 의해 작사/작곡하였다.
| #   | 제목                      | 재생 시간 |
| --- | ------------------------- | --------- |
| 1.  | 〈The Werewolf〉          | 3:25      |
| 2.  | 〈Wristband〉             | 3:17      |
| 3.  | 〈The Clock〉             | 1:02      |
| 4.  | 〈Street Angel〉          | 2:11      |
| 5.  | 〈Stranger to Stranger〉  | 4:35      |
| 6.  | 〈In a Parade〉           | 2:21      |
| 7.  | 〈Proof of Love〉         | 5:44      |
| 8.  | 〈In the Garden of Edie〉 | 1:48      |
| 9.  | 〈The Riverbank〉         | 4:11      |
| 10. | 〈Cool Papa Bell〉        | 4:02      |
| 11. | 〈Insomniac's Lullaby〉   | 4:33      |

## 인증
| 국가                               | 인증 | 판매량/출하량 |
| ---------------------------------- | ---- | ------------- |
| 영국 (BPI)                         | 실버 | 60,000        |
| 판매량+스트리밍을 기반으로 한 인증 |      |               |